# Breno Vinícius Rodrigues Borges
Breno Vinicius Rodrigues Borges, más conocido como Breno (Cruzeiro, São Paulo, 13 de octubre de 1989), es un futbolista brasileño. Actualmente está sin equipo.
Fue condenado a tres años y nueve meses de prisión por haber quemado su casa en Múnich la noche del 20 de septiembre de 2011.

## Clubes
| Club                | País     | Año        |
| ------------------- | -------- | ---------- |
| São Paulo           | Brasil   | 2007       |
| FC Bayern de Múnich | Alemania | 2008-2010  |
| FC Nuremberg        | Alemania | 2010-2011  |
| FC Bayern de Múnich | Alemania | 2011-2012  |
| São Paulo           | Brasil   | 2015- 2017 |
| Vasco da Gama       | Brasil   | 2018-2021  |

## Palmarés

### Campeonatos Regionales
| Título         | Club          | País   | Año  |
| -------------- | ------------- | ------ | ---- |
| Taça Guanabara | Vasco da Gama | Brasil | 2019 |

### Campeonatos nacionales
| Título               | Club             | País     | Año  |
| -------------------- | ---------------- | -------- | ---- |
| Campeonato Brasileño | São Paulo FC     | Brasil   | 2007 |
| Copa de Alemania     | Bayern de Múnich | Alemania | 2008 |
| 1. Bundesliga        | Bayern de Múnich | Alemania | 2008 |
| 1. Bundesliga        | Bayern de Múnich | Alemania | 2010 |
| Copa de Alemania     | Bayern de Múnich | Alemania | 2010 |